# صنعت باغبانی
صنعت باغبانی (به انگلیسی: Horticulture industry) تولید، فرآوری، ترابری و بازار میوه، خشکبار و سبزیجات را دربرمی‌گیرد. به این ترتیب بخشی از تجارت کشاورزی و کشاورزی صنعتی است. باغبانی صنعتی معمولاً شامل صنعت گلکاری و تولید و تجارت گیاهان زینتی نیز می‌شود.
از مهم‌ترین میوه‌ها می‌توان به موارد زیر اشاره کرد:
- موز
- میوه‌های نیمه‌گرمسیری مانند لیچی، گواوا یا تاماریلو[۱]
- مرکبات
- میوه‌های نرم (توت‌ها)
- سیب
- میوه‌های هسته‌دار

سبزیجات مهم عبارتند از:
- سیب‌زمینی‌ها
- سیب‌زمینی‌های شیرین
- گوجه‌فرنگی‌ها
- پیاز
- کلم